# Gramedo (Palencia)

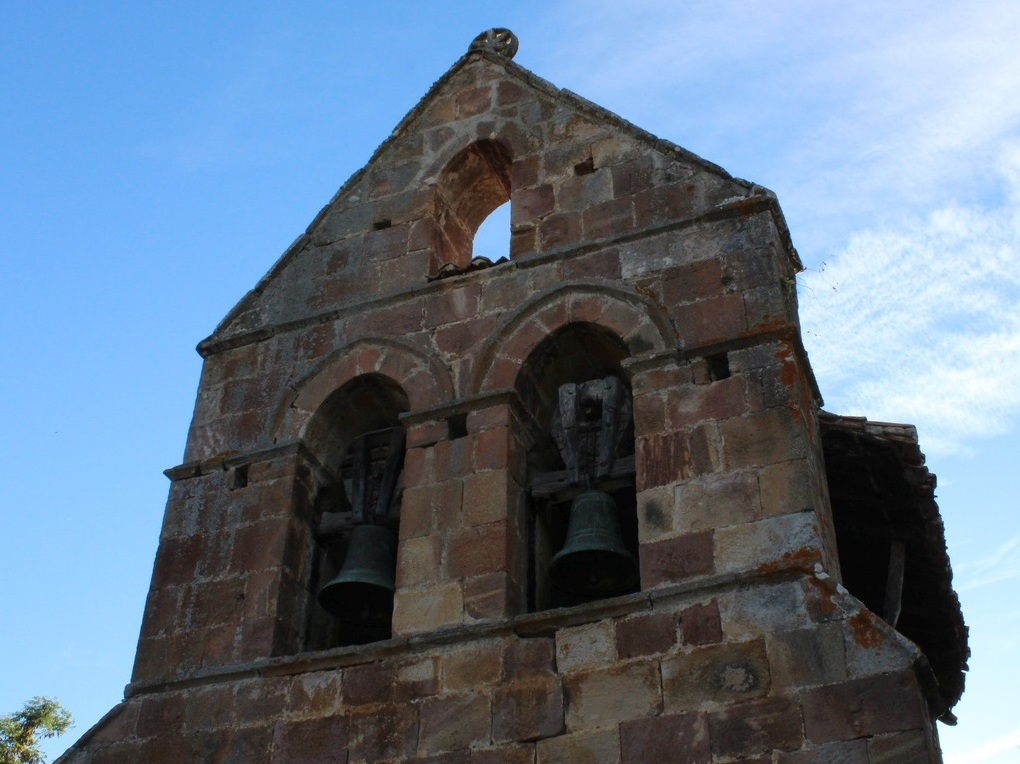
Detalle de la españada de la iglesia de San Miguel

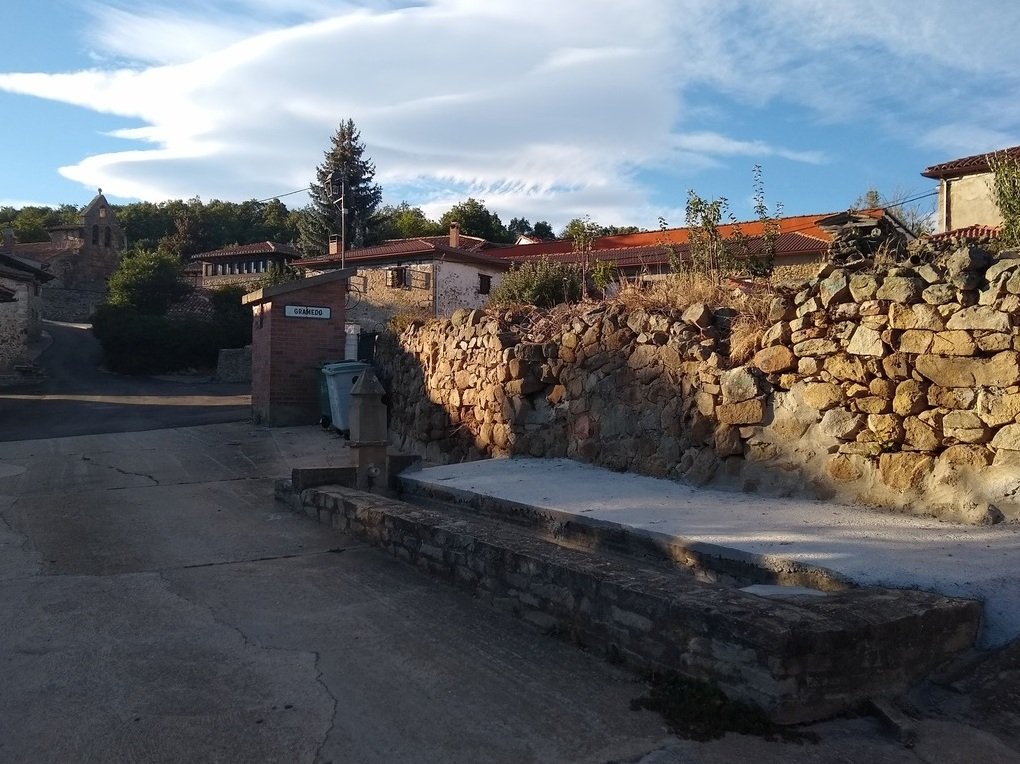
Pilón de agua

Gramedo es una localidad y pedanía de la provincia de Palencia (Castilla y León, España) que pertenece al municipio de Cervera de Pisuerga.
Está a una distancia de 6 km de Cervera de Pisuerga, la capital municipal, en la comarca de Montaña Palentina.

## Demografía
Evolución de la población en el siglo XXI
| Gráfica de evolución demográfica de Gramedo entre 2000 y 2020      |
|                                                                    |
| Población de derecho (2000-2020) según el padrón municipal del INE |

## Historia
A la caída del Antiguo Régimen la localidad, entonces conocida como Cubillos, se constituye en municipio constitucional que en el censo de 1842 contaba con 7 hogares y 36 vecinos, para posteriormente integrarse en Vergaño.